# Ніколаєвка (Туймазинський район)
Нікола́євка (рос. Николаевка, башк. Николаевка) — село у складі Туймазинського району Башкортостану, Росія. Адміністративний центр Ніколаєвської сільської ради.
Населення — 724 особи (2010; 648 у 2002).
Національний склад:
- башкири — 63 %
- росіяни — 30 %